# Pic à poitrine rouge
Sphyrapicus ruber
Espèce
Statut de conservation UICN

 LC  : Préoccupation mineure
Le Pic à poitrine rouge (Sphyrapicus ruber) est une espèce d'oiseaux de la famille des Picidae, dont l'aire de répartition s'étend sur la côte Pacifique de l'Amérique du Nord (Canada, États-Unis et Mexique).

## Description
Les adultes ont la tête et le haut de la poitrine rouges. Ils ont le bas du ventre et le croupion blancs. Ils sont noirs sur le dos et les ailes avec des barres et une grande tache blanche sur l'aile. Le pic à poitrine rouge niche dans les cavités des arbres. Les oiseaux du nord migrent vers les parties sud de l'aire de répartition. Les oiseaux de la côte sont souvent des résidents permanents. Comme les autres sphyrapicus, ces oiseaux percent des trous dans les arbres et mangent la sève ainsi que les insectes qui y sont attirés. Ils attrapent parfois des insectes en vol et mangent également des graines et des baies. Ces oiseaux s'hybrident avec le pic à nuque rouge ou le pic à ventre jaune là où leurs aires de répartition se chevauchent.

## Liste des sous-espèces
- Sphyrapicus ruber daggetti Grinnell, 1901
- Sphyrapicus ruber ruber (Gmelin, 1788)

## Galerie de photos

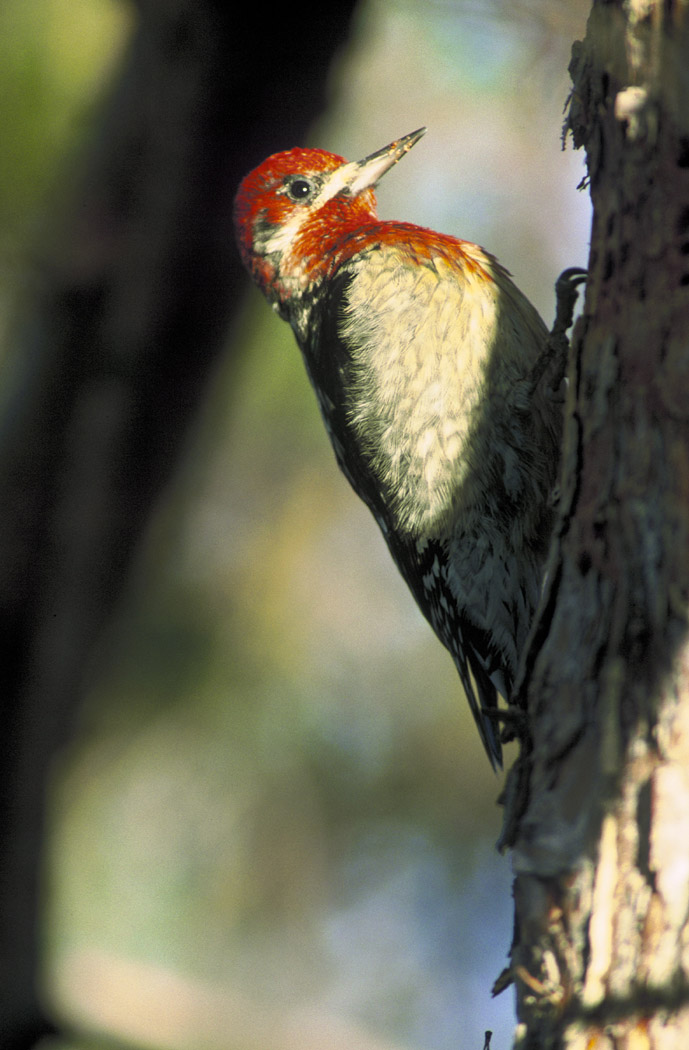
Sphyrapicus ruber
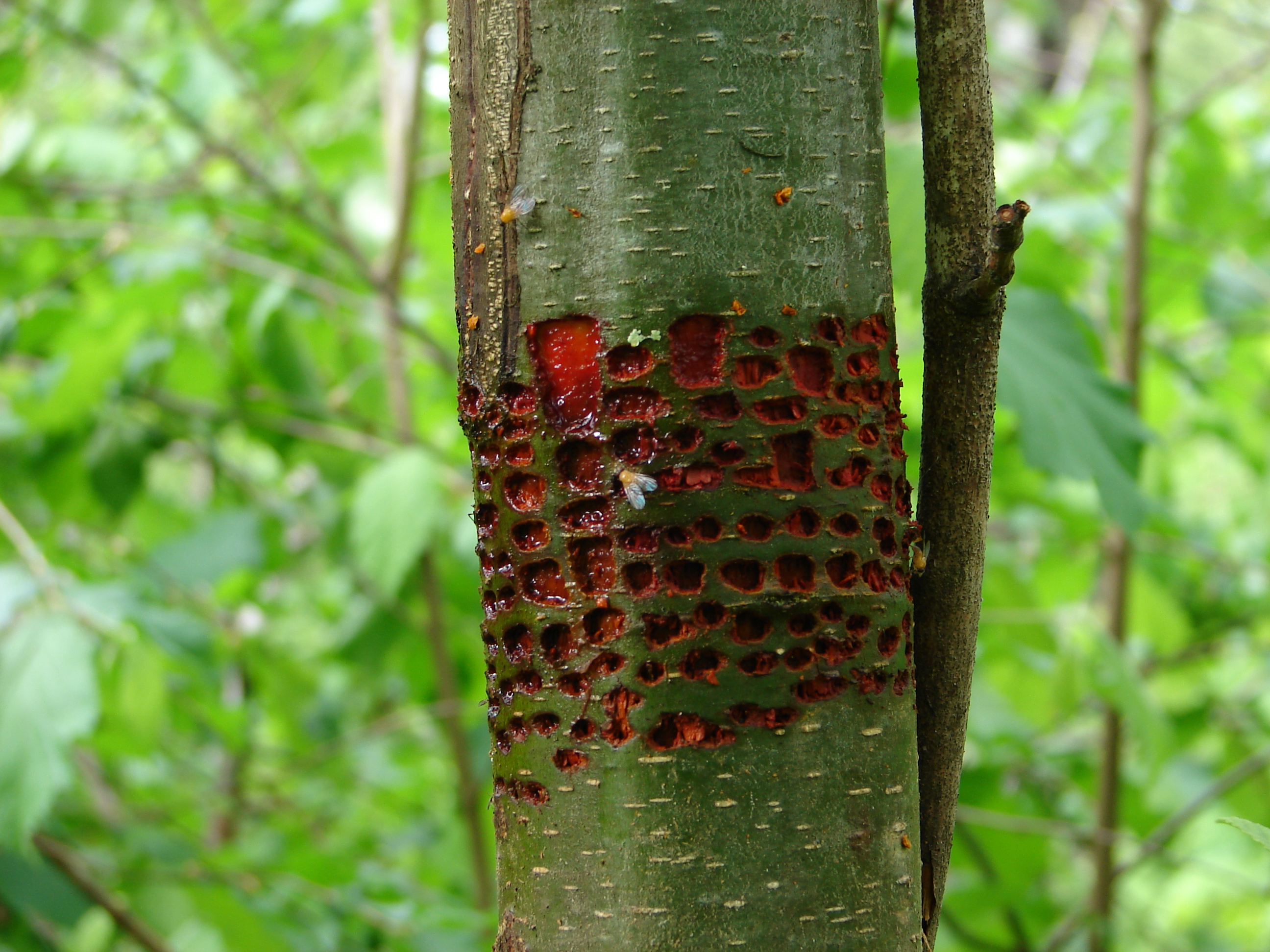
Marques sur un arbre
Carte de répartition